# ميس كامل
ميس كامل (الاسم العلمي: Celtis integerrima) هو نوع نباتي يتبع جنس الميس من فصيلة القنبية.